# Lee Chang-myung
Lee Chang-myung (리찬명, auch: Ri Chan Myong; * 2. Januar 1947) ist ein ehemaliger nordkoreanischer Fußballtorwart. Lee Chang-myung begann 1953 mit dem Fußballspielen. Mit der Nationalmannschaft der Demokratischen Volksrepublik Korea nahm er 1966 an der Fußball-Weltmeisterschaft 1966 in England teil; hier bestritt Lee Chang-myung mit der Rückennummer „1“ alle vier Spiele gegen die Sowjetunion, Chile, Italien (jeweils Gruppenphase) und Portugal (Viertelfinale). 1966 stand er bei Kikwancha Pyongyang unter Vertrag. Außerdem kam der Torwart in den Jahren 1965 und 1973 bei fünf WM-Qualifikationsspielen gegen Australien, Syrien (jeweils zwei Spiele) und den Iran (ein Spiel) zum Einsatz. Im Jahr 2001 war er als Trainer bei der Sportgruppe 25. April tätig.
Lee Chang-myung war im Oktober 2002 im Dokumentarfilm Das Spiel ihres Lebens zu sehen.